# Zawodowiec (powieść)
Zawodowiec (ang. Playing for Pizza) – powieść autorstwa amerykańskiego pisarza Johna Grishama. Światowa premiera książki odbyła się 25 września 2007 roku w Stanach Zjednoczonych, a Polsce wydano ją w 2009. Powieść opowiada o quarterbacku imieniem Rick Dockery, który po nieudanej karierze w klubach NFL podpisuje kontrakt z amatorskim zespołem Parma Panthers, w której jest jedynym zawodowcem.

## Opis fabuły
Głównym bohaterem powieści jest Rick Dockery, quarterback zespołu Cleveland Browns. W meczu o mistrzostwo AFC przeciwko Denver Broncos jego zespół prowadzi 17-0 na jedenaście minut przed końcem spotkania. Wówczas na placu gry pojawia się Rick, któremu udaje się roztrwonić całą przewagę i ostatecznie drużyna z Cleveland przegrywa 17-21. W ostatniej akcji meczu Dockery doznaje kolejnego, trzeciego już, wstrząśnienia mózgu i pośród gwizdów rozwścieczonego tłumu opuszcza stadion na noszach i trafia do szpitala. Po niespełna dobie odzyskuje przytomność, ale wówczas agent informuje go, że po raz kolejny został zwolniony, a żadna drużyna nie chce zaoferować Dockery’emu kontraktu. W końcu Arnie przedstawia swojemu klientowi ofertę od amatorskiego zespołu Parma Panthers. Rick po głębszym namyśle i początkowej niechęci postanawia podjąć wyzwanie.
We Włoszech od początku staje się gwiazdą i w początkowej części sezonu prowadzi swój zespół do zdecydowanych zwycięstw. Nadchodzi jednak moment załamania formy całej drużyny, a odpowiedzialność za wyniki spada głównie na barki Dockery’ego, który jest jedynym profesjonalnym zawodnikiem w klubie. Przełamanie kryzysu następuje w meczu z odwiecznym rywalem, Bergamo Lions. Od tej chwili Amerykanin znów jest bohaterem i prowadzi Pantery do finału Włoskiej Ligi Futbolu Amerykańskiego. Przed decydującym spotkaniem, które miało być transmitowane w telewizji (jako jedyne w całym sezonie), Rick otrzymuje ofertę powrotu na kontynent, do Saskatchewan Roughriders, co de facto byłoby powrotem do zawodowego futbolu. Quarterback odrzuca jednak ofertę, triumfuje ze swoim zespołem w finale włoskich rozgrywek i układa sobie życie prywatne z amerykańską studentką Livvy przy boku.

## Bohaterowie powieści
- Rick Dockery – kilkakrotnie zwalniany z zespołów NFL quarterback, który kontynuuje swoją karierę w amatorskiej lidze we Włoszech.
- Arnie – agent Ricka. Dzięki niemu Dockery podpisał kontrakt z drużyną z Parmy.
- Sam Russo – Amerykanin włoskiego pochodzenia, trener zespołu Panter.
- Fabrizio – utalentowany włoski wide receiver Panter. Z czasem staje się drugim, po Ricku, zawodowym graczem w zespole z Parmy. Wniósł znaczący wkład w zwycięstwo drużyny we Włoskiej Lidze Futbolu Amerykańskiego.
- Giuseppe „Franco” Lazzarino – fullback Panter oraz miejscowy sędzia.
- Sidell „Sly” Turner – czarnoskóry amerykański running back Panter, który opuszcza zespół w początkowej fazie sezonu.
- Trey Colby – czarnoskóry amerykański safety Panter, który później zostaje przesunięty na pozycję wide receivera. W połowie sezonu łamie nogę, a następnie wraca do Stanów Zjednoczonych.
- Charley Cray – dziennikarz „Cleveland Post”, stale krytykujący Dockery’ego.
- Rodolfo Bruncardo – biznesmen, właściciel drużyny Panter.
- Livvy Galloway – amerykańska studentka historii sztuki, która przebywa we Florencji na wymianie studenckiej. Pod koniec powieści ona i Rick zostają parą.